# Jan Latosz
Jan Latosz (ur. 1539, zm. 1608 w Ostrogu nad Horyniem) – polski lekarz i astronom, wykładowca Akademii Krakowskiej

## Życiorys
Był znany z krytyki kalendarza gregoriańskiego, w efekcie której został z Akademii usunięty i wyjechał do Ostroga, gdzie został osobistym lekarzem księcia Konstantego Ostrogskiego i nauczycielem matematyki oraz astronomii w miejscowej akademii.
W 1960 roku miejscowe komunistyczne władze zniszczyły cmentarz rzymskokatolicki w Ostrogu na którym został pochowany..